# 秋山晃
 秋山 晃  （あきやま あきら、1963年 - ）は、日本の自動車技術者、実業家。アドヴィックスエグゼクティブ・アドバイザー、トヨタテクニカルディベロップメント取締役。

## 経歴・人物
山口県出身。横浜国立大学卒業。「いつかはクラウン」の宣伝で注目を集めた7代目クラウンを見たことをきっかけに大学卒業後の1986年、トヨタ自動車へ入社。入社後は実験部（当時は実験課）に配属され、8代目、10代目クラウンなどのFR車やNVを担当。2001年に先行車両開発企画室へ異動し、MCプラットフォームの開発に携わった。なお、以前から製品企画を希望していたが、2007年に新人時代からの上司であった寺師茂樹から拾ってもらう形で製品企画へ異動し、開発チーム・主査として寺師と山本卓がチーフエンジニアの立場だった13代目、14代目クラウン（マジェスタも含む）を担当。14代目のマイナーチェンジから山本の後任としてチーフエンジニアを引き継いで、15代目の開発も担当。クラウン担当後はクルマ開発センター副センター長（デジタル開発領域統括部長兼シャシー・車両技術開発領域統括部長）を経て、2024年1月からアドヴィックスエグゼクティブ・アドバイザー。